# Chamba (distrikt)
Chamba är ett distrikt i Indien.   Det ligger i delstaten Himachal Pradesh, i den norra delen av landet, 400 km norr om huvudstaden New Delhi. Antalet invånare är 519 080.
Följande samhällen finns i Chamba:
- Chamba
- Dalhousie
- Chuāri Khās
- Chowari